# Ácsán Szudzsató
Bhante Szudzsató, vagy más néven Ácsán Szudzsató vagy Bhikkhu Szudzsató (született: Anthony Best) Ácsán  Cshá thai erdei hagyományához tartozó ausztrál théraváda buddhista szerzetes.

## Élete
Anthony Best 1990 előtt egy alternatív rockzenét játszó ausztrál zenekar tagja volt (Martha's Vineyard), akik olyan neves bandák előzenekaraként léptek fel, mint Simply Red, INXS, Eurythmics, és a The Saints. 1994-ben felavatást nyert a thai erdei hagyományban. Magasabb szintű szerzetesi felavatást (Upaszampadá) kapott Thaiföldön, ahol éveken át tanult buddhista meditációt. Ezt követően tért vissza Ausztráliába. Évekig az Ácsán Brahm által alapított Bódhinyána kolostorban élt Nyugat-Ausztráliában, majd 2003-ban megalapította a Santi erdei kolostort, ahol apátként dolgozott. 2012-től kezdve a Bódhinyána kolostorhoz hasonlóan a Santi kolostor is avat fel női buddhista szerzeteseket (Bhikkhuni). Ezután Szudzsató visszatért a Bódhinyána kolostorba.

### Egyházi tevékenysége
2005-ben Szudzsató, néhány kollégájával együtt létrehozta a buddhista SuttaCentral weboldalt, ahol a korai buddhista szövegeket lehet elérni eredet nyelven és angol fordításban. Miután nem sikerült megszereznie a Páli Kánon szövegeit jogdíj mentesen, 2015-től 2018-ig Szudzsató a Tajvan melletti Chimei szigetére költözött, hogy lefordítsa angol nyelvre a négy nikáját. Fordításai azóta megjelentek a SuttaCentral oldalán szerzői jogvédelem nélküli formában. 2019-ben Szudzsató elköltözött Sydney-be, ahol egyik régi tanítványával, Bhante Akalikóval együtt megalapította a Lokanta buddhista kolostort (Kolostor a Világ Végén).
Szudzsátó tevékenye tekinthető az elkötelezett buddhizmus egyik példájaként. Szudzsató saját magát anarcho-pacifistaként is aposztrofálja, amely szerinte kompatibilis a világi buddhista élettel, és amely megfelel a buddhista egyházi vinaja szabályainak is.

### Bhikkuni
Bhante Szudzsató, Ácsán Brahm szerzetessel együtt, részt vett azon a felavatási szertartáson, amelyiken nőket avattak fel buddhista szerzetesként (bhikkhuni) az ausztrál Bódhinyána kolostorban, és amely miatt a thai erdei hagyomány kizárta Brahmot a szerzetesi közösségből. Szudzsató több tudóssal együtt (Brahm és Bhikkhu Analajó) arra a következtetésre jutott, hogy semmi nem akadályozza az ezer évvel korábban megszakadt női buddhista vonal újbóli elindítását. Szudzsató ezt követően azért is megalapította ausztráliában a Santi erdei kolostort, amelyben azóta is virágzik a női szerzetesi rend.

## Művei
- Sujato, Bhante (2012), A History of Mindfulness, Santipada, ISBN 9781921842108, <http://santifm.org/santipada/wp-content/uploads/2012/08/A_History_of_Mindfulness_Bhikkhu_Sujato.pdf>
- Sujato, Bhante (2012), A Swift Pair of Messengers: Calm with Insight in the Buddha's Words, Santipada, ISBN 9781921842023
- Sujato, Bhante (2012), Sects & Sectarianism: The Origins of Buddhist Schools, Santipada, ISBN 9781921842085
- Sujato, Bhante (2012), Bhikkhuni Vinaya Studies: Research and Reflections on Monastic Discipline for Buddhist Nuns, Santipada, ISBN 9781921842146
- Sujato, Bhante (2012), White Bones Red Rot Black Snakes, Santipada, ISBN 9781921842030, <http://santifm.org/santipada/wp-content/uploads/2012/08/wbrrbsSCREENopt.pdf>
- Sujato, Bhante & Brahmali, Bhikkhu (2015), The Authenticity of the Early Buddhist Texts, Chroniker Press, ISBN 9781312911505, <https://ocbs.org/wp-content/uploads/2015/09/authenticity.pdf>

## Külső hivatkozások
- Szudzsató blogja
- Dhamma talks by Ácsán Szudzsató
- Lokanta Vihara website